# Puchar Koracia
Puchar Koracia (ang. Korać Cup) – międzynarodowe, klubowe rozgrywki koszykarskie, utworzone z inicjatywy FIBA Europe w 1971 i regularnie prowadzone przez tę organizację od sezonu 1971/1972 do sezonu 2001/2002, przeznaczone dla drużyn zajmujących czołowe miejsca w europejskich ligach krajowych, które nie zostały zakwalifikowane do Pucharu Europy Mistrzów Krajowych (późniejszej Euroligi), bądź Pucharu Europy Zdobywców Pucharów (późniejszego Pucharu Saporty). Nazwa rozgrywek pochodzi od nazwiska Radivoja Koracia – wybitnego jugosłowiańskiego koszykarza, tragicznie zmarłego 2 czerwca 1969, podczas wypadku samochodowego na drodze w pobliżu Sarajewa.
Od sezonu 2002/2003 w wyniku połączenia Pucharu Koracia z Pucharem Saporty utworzono Puchar ULEB, którego organizatorem została Unia Europejskich Lig Koszykarskich (ULEB).
Puchar Koracia nie powinien być mylony z pucharem Radivoja Koracia (ang. Radivoj Korać Cup, serb. Куп Радивоја Кораћа), który to jest oficjalnym pucharem Serbii, a jego rozgrywki rozpoczęto w 2002, niedługo po zakończeniu działalności tego pierwszego.

## Zwycięzcy
- 1972  Lokomotiwa
- 1973  Cantù (Forst)
- 1973-74  Cantù (Forst)
- 1974-75  Cantù (Forst)
- 1975–76  Split (Jugoplastika)
- 1976-77  Split (Jugoplastika)
- 1977-78  Partizan
- 1978-79  Partizan
- 1979-80  Sebastiani Rieti (Arrigoni)
- 1980-81  Joventut Badalona (Freixenet)
- 1981-82  Limoges
- 1982-83  Limoges
- 1983-84  Orthez
- 1984-85  Olimpia Mediolan (Simac)
- 1985-86  Virtus Rzym (Banco di Roma)
- 1986-87  FC Barcelona
- 1987-88  Real Madryt
- 1988-89  Partizan
- 1989-90  Joventut Badalona (Ram)
- 1990-91  Cantù (Clear)
- 1991-92  Virtus Rzym (il Messaggero)
- 1992-93  Olimpia Mediolan (Philips)
- 1993-94  PAOK (Bravo)
- 1994-95  Alba Berlin
- 1995-96  Efes Pilsen
- 1996-97  Aris
- 1997-98  Scaligera Verona (Mash)
- 1998-99  FC Barcelona
- 1999-00  Limoges
- 2000-01  Málaga (Unicaja)
- 2001-02  Nancy

## Final Four
| Year    |                               | Finał                    | Finał                                | Finał                          |                               | Półfinaliści | Półfinaliści |
| Year    | Mistrz                        | Wynik                    | Wicemistrz                           |                                |                               |              |              |
| 1972    | Lokomotiw                     | 165–156 (83–71 / 94–73)  | OKK Belgrad                          | Standard Liège                 | Olympique Antibes             |              |              |
| 1973    | Cantù (Forst)                 | 165–156 (83–71 / 94–73)  | Racing Mechelen (Maes Pils)          | Picadero (Filomatic)           | FC Barcelona                  |              |              |
| 1973–74 | Cantù (Forst)                 | 174–154 (99–86 / 68–75)  | Partizan                             | ASVEL                          | Split (Jugoplastika)          |              |              |
| 1974–75 | Cantù (Forst)                 | 181–154 (69–71 / 110–85) | FC Barcelona                         | Partizan                       | Rieti (Brina)                 |              |              |
| 1975–76 | Split (Jugoplastika)          | 179–166 (97–84 / 82–82)  | Torino (Chinamartini)                | Virtus Bolonia (Sinudyne)      | Joventut Badalona (Schweppes) |              |              |
| 1976–77 | Split (Jugoplastika)          | 87–84                    | Fortitudo Bolonia (Alco)             | Stella Azzurra Roma (IBP)      | Berck                         |              |              |
| 1977–78 | Partizan                      | 117–110                  | Bosna                                | Juventud Badalona (Freixenet)  | Olimpia Mediolan (Cinzano)    |              |              |
| 1978–79 | Partizan                      | 108–98                   | Rieti (Arrigoni)                     | Split (Jugoplastika)           | Círcol Católic (Cotonificio)  |              |              |
| 1979–80 | Rieti (Arrigoni)              | 76–71                    | Cibona                               | Split (Jugoplastika)           | Hapoel Tel Awiw               |              |              |
| 1980–81 | Joventut Badalona (Freixenet) | 105–104                  | Reyer Wenecja (Carrera)              | Crvena Zvezda                  | Dinamo Moskwa                 |              |              |
| 1981–82 | Limoges                       | 90–84                    | Šibenka                              | Zadar                          | Crvena Zvezda                 |              |              |
| 1982–83 | Limoges                       | 94–86                    | Šibenka                              | Dinamo Moskwa                  | Zadar                         |              |              |
| 1983–84 | Orthez                        | 97–73                    | Crvena Zvezda                        | Olympique Antibes              | Zaragoza (CAI)                |              |              |
| 1984–85 | Olimpia Mediolan (Simac)      | 91–78                    | Varèse (Ciaocrem)                    | Crvena Zvezda                  | Aris                          |              |              |
| 1985–86 | Virtus Rzym (Banco di Roma)   | 157–150 (78–84 / 73–72)  | Juventus Caserta (Mobilgirgi)        | Olympique Antibes              | Varèse (Divarese)             |              |              |
| 1986–87 | FC Barcelona                  | 203–171 (106–85 / 86–97) | Limoges                              | Juventus Caserta (Mobilgirgi)  | Zaragoza (CAI)                |              |              |
| 1987–88 | Real Madryt                   | 195–183 (102–89 / 94–93) | Cibona                               | Crvena Zvezda                  | Hapoel Tel Awiw               |              |              |
| 1988–89 | Partizan                      | 177–171 (89–76 / 101–82) | Cantù (Wiwa Vismara)                 | Zadar                          | Olimpia Mediolan (Philips)    |              |              |
| 1989–90 | Joventut Badalona (Ram)       | 195–184 (98–99 / 96–86)  | Victoria Libertas Pesaro (Scavolini) | Bosna                          | CSKA Moskwa                   |              |              |
| 1990–91 | Cantù (Clear)                 | 168–164 (71–73 / 95–93)  | Real Madryt                          | Mulhouse                       | Joventut Badalona (Montigalà) |              |              |
| 1991–92 | Virtus Rzym (il Messaggero)   | 193–180 (94–94 / 86–99)  | Victoria Libertas Pesaro (Scavolini) | Valladolid (Fórum)             | Cantù (Clear)                 |              |              |
| 1992–93 | Olimpia Mediolan (Philips)    | 201–181 (90–95 / 106–91) | Virtus Rzym                          | Cantù (Clear)                  | FC Barcelona                  |              |              |
| 1993–94 | PAOK (Bravo)                  | 175–157 (75–66 / 91–100) | Trieste (Stefanel)                   | Panionios (Chipita)            | Olimpia Mediolan (Recoaro)    |              |              |
| 1994–95 | Alba Berlin                   | 172–166 (87–87 / 85–79)  | Olimpia Mediolan (Stefanel)          | Cáceres                        | Pau-Orthez                    |              |              |
| 1995–96 | Efes Pilsen                   | 146–145 (76–68 / 77–70)  | Olimpia Mediolan (Stefanel)          | Fortitudo Bolonia (Teamsystem) | ASVEL                         |              |              |
| 1996–97 | Aris                          | 154–147 (66–77 / 70–88)  | Tofaş                                | Treviso (Benetton)             | Mazowszanka                   |              |              |
| 1997–98 | Scaligera Verona (Mash)       | 141–138 (68–74 / 64–73)  | Crvena Zvezda                        | Virtus Rzym (Calze Pompea)     | Cholet                        |              |              |
| 1998–99 | FC Barcelona                  | 174–163 (93–77 / 97–70)  | Estudiantes (Adecco)                 | Panionios                      | Oostende (Sunair)             |              |              |
| 1999–00 | Limoges                       | 131–118 (80–58 / 60–51)  | Málaga (Unicaja)                     | Girona (Casademont)            | Estudiantes (Adecco)          |              |              |
| 2000–01 | Málaga (Unicaja)              | 148–116 (77–47 / 69–71)  | Vršac (Hemofarm)                     | Amsterdam (Ricoh Astronauts)   | Ieper (Athlon)                |              |              |
| 2001–02 | Nancy                         | 172–167 (98–72 / 95–74)  | Lokomotiw Rostow                     | Zlatorog Laško (Pivovarna)     | Maroussi (Telestet)           |              |              |

## Udział polskich drużyn w pucharze
| Sezon   | Uczestnik |
| ------- | --- |
| 1976/77 | Polonia Warszawa (II runda) |
| 1977/78 | Resovia (TOP 16) |
| 1978/79 | ŁKS Łódź (II runda) |
| 1988/89 | Górnik Wałbrzych (I runda) |
| 1990/91 | Stal Bobrek Bytom (I runda) |
| 1991/92 | Polonia Warszawa (II runda), Górnik Wałbrzych (I runda), Polfrost Astoria Bydgoszcz (I runda), Stal Bobrek Bytom (I runda)        |
| 1992/93 | Stal Bobrek Bytom (III runda), Lech Poznań (II runda)                                                                             |
| 1993/94 | Lech Batimex Poznań (TOP 32) |
| 1994/95 | Mazowszanka Pruszków (II runda), Polonia Przemyśl (II runda), Stal Bobrek Bytom (I runda)                                         |
| 1995/96 | Browary Tyskie Bobry Bytom (TOP 32), Śląsk Eska Wrocław (I runda)                                                                 |
| 1996/97 | Mazowszanka Pruszków (TOP 4), Komfort Stargard Szczeciński (II runda), AZS Elana Toruń (I runda), Polonia Przemyśl (I runda)      |
| 1997/98 | Ericsson Bobry Bytom (TOP 16), Komfort Forbo Stargard (III runda), Anwil/Nobiles Włocławek (II runda), Polonia Przemyśl (I runda) |
| 1998/99 | Pogoń Ruda Śląska (TOP 16), Ericsson Bobry Bytom (III runda), Komfort Forbo Stargard (II runda), AZS Elana Toruń (I runda)        |
| 1999/00 | Anwil Włocławek (TOP 8), Pogoń Ruda Śląska (TOP 16), Bobry Bytom (II runda), Azoty Unia Tarnów (I runda)                          |
| 2000/01 | Prokom Trefl Sopot (TOP 8), Hoop-Blachy Pruszyński Pruszków (TOP 32), Pogoń Ruda Śląska (I runda)                                 |
| 2001/02 | Prokom Trefl Sopot (TOP 8), MKS Blachy Pruszyński Pruszków (I runda)                                                              |

## Tytuły według klubu
| Pozycja | Klub                     | Tytuły | Wicemistrzostwa | Mistrzowskie lata               |
| ------- | ------------------------ | ------ | --------------- | ------------------------------- |
| 1.      | Cantù                    | 4      | 1               | 1973, 1973-74, 1974-75, 1990-91 |
| 2.      | Partizan                 | 3      | 1               | 1977-78, 1978-79, 1988-89       |
| 3.      | Limoges                  | 3      | 1               | 1981-82, 1982-83, 1999-00       |
| 4.      | Olimpia Mediolan         | 2      | 2               | 1984-85, 1992-93                |
| 5.      | Virtus Rzym              | 2      | 1               | 1985-86, 1991-92                |
| 6.      | FC Barcelona             | 2      | 1               | 1986-87, 1998-99                |
| 7.      | Split                    | 2      |                 | 1975–76, 1976-77                |
| 8.      | Joventut Badalona        | 2      |                 | 1980-81, 1989-90                |
| 9.      | Cibona                   | 1      | 2               | 1972                            |
| 10.     | Rieti                    | 1      | 1               | 1979-80                         |
| 11.     | Real Madryt              | 1      | 1               | 1987-88                         |
| 12.     | Málaga                   | 1      | 1               | 2000-01                         |
| 13.     | Orthez                   | 1      |                 | 1983-84                         |
| 14.     | PAOK                     | 1      |                 | 1993-94                         |
| 15.     | Alba Berlin              | 1      |                 | 1994-95                         |
| 16.     | Efes Pilsen              | 1      |                 | 1995-96                         |
| 17.     | Aris                     | 1      |                 | 1996-97                         |
| 18.     | Scaligera Verona         | 1      |                 | 1997-98                         |
| 19.     | Nancy                    | 1      |                 | 2001-02                         |
| 20.     | Šibenka                  |        | 2               |                                 |
| 21.     | Crvena Zvezda            |        | 2               |                                 |
| 22.     | Victoria Libertas Pesaro |        | 2               |                                 |
| 23.     | OKK Belgrad              |        | 1               |                                 |
| 24.     | Racing Mechelen          |        | 1               |                                 |
| 25.     | Auxilium Torino          |        | 1               |                                 |
| 26.     | Fortitudo Bolonia        |        | 1               |                                 |
| 27.     | Bosna                    |        | 1               |                                 |
| 28.     | Reyer Venezia            |        | 1               |                                 |
| 29.     | Varèse                   |        | 1               |                                 |
| 30.     | Juvecaserta              |        | 1               |                                 |
| 31.     | Trieste                  |        | 1               |                                 |
| 32.     | Tofaş                    |        | 1               |                                 |
| 33.     | Estudiantes              |        | 1               |                                 |
| 34.     | Vršac                    |        | 1               |                                 |
| 35.     | Lokomotiw Rostow         |        | 1               |                                 |

## Tytuły według krajów
| Miejsce | Kraj       | Tytuły | Przegrane finały |
| ------- | ---------- | ------ | ---------------- |
| 1.      | Włochy     | 10     | 13               |
| 2.      | Jugosławia | 6      | 8                |
| 3.      | Hiszpania  | 6      | 4                |
| 4.      | Francja    | 5      | 1                |
| 5.      | Grecja     | 2      |                  |
| 6.      | Turcja     | 1      | 1                |
| 7.      | Niemcy     | 1      |                  |
| 8.      | Jugosławia |        | 2                |
| 9.      | Belgia     |        | 1                |
| 10.     | Rosja      |        | 1                |

## Mistrzowskie składy
1971–72  Lokomotiw
Nikola Plećaš, Damir Rukavina, Vječeslav Kavedžija, Rajko Gospodnetić, Milivoj Omašić, Eduard Bočkaj, Ivica Valek, Dragan Kovačić, Petar Jelić, Ante Ercegović, Zdenko Grgić, Srećko Šute, Zvonko Avberšek (Trener: Marijan Catinelli)
1972–73  Forst Cantù
Pierluigi Marzorati, Bob Lienhard, Carlo Recalcati, Antonio Farina, Mario Beretta, Fabrizio Della Fiori, Luciano Vendemini, Franco Meneghel, Renzo Tombolato, Giorgio Cattini, Danilo Zonta (Trener: Arnaldo Taurisano)
1973–74  Forst Cantù
Pierluigi Marzorati, Bob Lienhard, Carlo Recalcati, Fabrizio Della Fiori, Antonio Farina, Franco Meneghel, Mario Beretta, Renzo Tombolato, Giorgio Cattini, Luciano Vendemini, Danilo Zonta (Trener: Arnaldo Taurisano)
1974–75  Forst Cantù
Bob Lienhard, Pierluigi Marzorati, Fabrizio Della Fiori, Carlo Recalcati, Antonio Farina, Franco Meneghel, Mario Beretta, Renzo Tombolato, Giorgio Cattini, Silvano Cancian (Trener: Arnaldo Taurisano)
1975–76  Jugoplastika Split
Željko Jerkov, Rato Tvrdić, Duje Krstulović, Mirko Grgin, Mlađan Tudor, Branko Macura, Ivo Bilanović, Ivica Skaric, Damir Šolman, Branislav Stamenković, Ivica Dukan, Mihajlo Manović, Drago Peterka, Slobodan Bjelajac (Trener: Petar Skansi)
1976–77  Jugoplastika Split
Željko Jerkov, Rato Tvrdić, Damir Šolman, Duje Krstulović, Mlađan Tudor, Mirko Grgin, Mihajlo Manović, Ivo Bilanović, Branko Macura, Ivica Dukan, Slobodan Bjelajac, Predrag Kruščić (Trener: Petar Skansi)
1977–78  Partizan
Dragan Kićanović, Dražen Dalipagić, Miodrag Marić, Jadran Vujačić, Boban Petrović, Dragan Todorić, Dušan Kerkez, Boris Beravs, Milenko Babić, Milan Medić, Arsenije Pešić, Zoran Krečković, Dragan Đukić (Trener: Ranko Žeravica)
1978–79  Partizan
Dragan Kićanović, Miodrag Marić, Boban Petrović, Arsenije Pešić, Dragan Todorić, Jadran Vujačić, Dušan Kerkez, Boris Beravs, Goran Knežević, Milenko Savović, Milenko Babić, Milan Medić, Predrag Bojić, Miroslav Milojević (Trener: Dušan Ivković)
1979–80  Arrigoni Rieti
Roberto Brunamonti, Lee Johnson, Willie Sojourner, Giuseppe Danzi, Alberto Scodavolpe, Gianfranco Sanesi, Antonio Olivieri, Luca Blasetti, Mauro Antonelli, Stefano Colantoni, Paolo di Fazi, Antonio Coppola (Trener: Elio Pentassuglia)
1980–81  Joventut Freixenet
Al Skinner, Luis Miguel Santillana, Josep Maria Margall, Gonzalo Sagi-Vela, Joe Galvin, Ernesto Delgado, German Gonzalez, Jordi Villacampa, Francisco Sole, Roberto Mora, Antonio Pruna (Trener: Manel Comas)
1981–82  Limoges
Ed Murphy, Richard Dacoury, Jean-Michel Sénégal, Irv Kiffin, Apollo Faye, Jean-Luc Deganis, Yves-Marie Verove, Didier Rose, Richard Billet, Philippe Koundrioukoff, Eric Narbonne, Benoit Tremouille (Trener: André Buffière)
1982–83  Limoges
Ed Murphy, Richard Dacoury, Jean-Michel Sénégal, Glenn Mosley, Apollo Faye, Jean-Luc Deganis, Hugues Occansey, Didier Dobbels, Didier Rose, Eric Narbonne, Mathieu Faye, Olivier Garry (Trener: André Buffière)
1983–84  Orthez
Paul Henderson, John McCullough, Bengaly Kaba, Mathieu Bisseni, Freddy Hufnagel, Christian Ortega, Philippe Laperche, Pascal Laperche, Didier Gadou, Alain Gadou (Trener: George Fisher)
1984–85  Simac Milano
Mike D’Antoni, Dino Meneghin, Russ Schoene, Roberto Premier, Joe Barry Carroll, Renzo Bariviera, Franco Boselli, Mario Pettorossi, Vittorio Gallinari, Tullio De Piccoli, Marco Lamperti, Mario Governa, Marco Baldi (Trener: Dan Peterson)
1985–86  Virtus Rzym
Leo Rautins, Bruce Flowers, Enrico Gilardi, Marco Solfrini, Stefano Sbarra, Fulvio Polesello, Franco Rossi, Phil Melillo, Fabrizio Valente, Claudio Brunetti, Gianluca Duri, Franco Picozzi (Trener: Mario de Sisti)
1986–87  FC Barcelona
Juan Antonio San Epifanio, Chicho Sibilio, Wallace Bryant, Ignacio Solozabal, Andrés Jiménez, Steve Trumbo, Juan Domingo De la Cruz, Quim Costa, Jordi Soler, Julian Ortiz, Ferran Martínez, Kenny Simpson (Trener: Aíto García Reneses)
1987–88  Real Madryt
Wendell Alexis, Fernando Martín, Brad Branson, Fernando Romay, Juan Antonio Corbalán, Jose Biriukov, José Luis Llorente, Juan Manuel López Iturriaga, Pep Cargol, Antonio Martín, Alfonso Del Corral (Trener: Lolo Sainz)
1988–89  Partizan
Vlade Divac, Aleksandar Đorđević, Predrag Danilović, Žarko Paspalj, Ivo Nakić, Željko Obradović, Oliver Popović, Milenko Savović, Jadran Vujačić, Miladin Mutavdžić, Boris Orcev, Predrag Prlinčević, Dejan Lakićević, Vladimir Bosanac (Trener: Dušan Vujošević)
1989–90  Ram Joventut
Jordi Villacampa, Lemone Lampley, Reggie Johnson, Juan Antonio Morales, Jose Antonio Montero, Rafael Jofresa, Tomas Jofresa, Carlos Ruf, Josep Maria Margall, Dani Perez, Antonio Medianero, Pere Remon, Ferran Lopez, Robert Bellavista (Trener: Herb Brown / Pedro Martínez)
1990–91  Clear Cantù
Pace Mannion, Pierluigi Marzorati, Davide Pessina, Giuseppe Bosa, Roosevelt Bouie, Alberto Rossini, Angelo Gilardi, Andrea Gianolla, Silvano Dal Seno, Omar Tagliabue, Alessandro Zorzolo, Fabio Gatti (Trener: Fabrizio Frates)
1991–92  Virtus Rzym
Dino Rađa, Rick Mahorn, Roberto Premier, Andrea Niccolai, Alessandro Fantozzi, Donato Avenia, Stefano Attruia, Fausto Bargna, Davide Croce, Gianluca Lulli (Trener: Paolo di Fonzo)
1992–93  Philips Mediolan
Aleksandar Đorđević, Antonello Riva, Antonio Davis, Riccardo Pittis, Flavio Portaluppi, Davide Pessina, Fabrizio Ambrassa, Paolo Alberti, Marco Baldi, Marco Sambugaro, Massimo Re (Trener: Mike D’Antoni)
1993–94  PAOK Bravo
Walter Berry, Zoran Savić, Branislav Prelević, John Korfas, Nasos Galakteros, Nikos Boudouris, Achilleas Mamatziolas, George Ballogiannis, Christos Tsekos, Efthimis Rentzias, Georgios Valavanidis (Trener: Soulis Markopoulos)
1994–95  Alba Berlin
Teoman Alibegović, Saša Obradović, Gunther Behnke, Henrik Rödl, Ingo Freyer, Ademola Okulaja, Stephan Baeck, Teoman Öztürk, Sebastian Machowski, Patrick Falk, Oliver Braun (Trener: Svetislav Pešić)
1995–96  Efes Pilsen
Petar Naumoski, Conrad McRae, Ufuk Sarıca, Mirsad Türkcan, Volkan Aydın, Tamer Oyguç, Murat Evliyaoğlu, Hüseyin Beşok, Bora Sancar, Mustafa Kemal Bitim, Alpay Öztaş, Erdal Bibo (Trener: Aydın Örs)
1996–97  Aris
José „Piculín” Ortiz, Charles Shackleford, Mario Boni, Panajotis Liadelis, Dinos Angelidis, Mike Nahar, Alan Tomidy, Tzanis Stavrakopoulos, Giannis Sioutis, Georgios Floros, Alexis Papadatos, Aris Holopoulos (Trener: Slobodan-Lefteris Subotić)
1997–98  Mash Verona
Mike Iuzzolino, Hansi Gnad, Randolph Keys, Myron Brown, Roberto Dalla Vecchia, Roberto Bullara, Joachim Jerichow, Alessandro Boni, Matteo Nobile, Giampiero Savio, Damiano Dalfini, Davide Tisato, Matteo Sacchetti, Mario Soave, Massimo Spezie (Trener: Andrea Mazzon)
1998–99  FC Barcelona
Aleksandar Đorđević, Derrick Alston, Milan Gurović, Efthimis Rentzias, Roger Esteller, Rodrigo De la Fuente, Roberto Dueñas, Xavi Fernandez, Ignacio Rodríguez, Alfons Alzamora, Oriol Junyent, Juan Carlos Navarro, Chema Marcos (Trener: Aíto García Reneses)
1999–00  Limoges
Marcus Brown, Yann Bonato, Harper Williams, Frédéric Weis, Bruno Hamm, Thierry Rupert, Stéphane Dumas, David Frigout, Stjepan Stazic, Jean-Philippe Methelie, Carl Thomas, Frederic Adjiwanou (Trener: Duško Ivanović)
2000–01  Unicaja Málaga
Danya Abrams, Veljko Mršić, Moustapha Sonko, Richard Petruška, Jean-Marc Jaumin, Paco Vazquez, Berni Rodríguez, Frédéric Weis, Darren Phillip, Carlos Cabezas, Kenny Miller, Germán Gabriel, Francis Perujo (Trener: Božidar Maljković)
2001–02  Nancy
Stevin Smith, Cyril Julian, Ross Land, Fabien Dubos, Goran Bošković, Joseph Gomis, Vincent Masingue, Maxime Zianveni, Mouhamadou Mbodji, Danilo Cmiljanić, Gary Phaeton, Loic Toilier (Trener: Sylvain Lautie)

## Liderzy strzelców finałów Pucharu Koracia
W latach 1972–2002, lider strzelców finałów Pucharu Koracia był wybierany bez względu na fakt występów w wygranej, czy też przegranej drużynie.
| *   | Członek Koszykarskiej Galerii Sław im. Jamesa Naismitha    |
| **  | Członek Galerii Sław FIBA                                  |
| *** | Członek Koszykarskiej Galerii Sław im. Naismitha oraz FIBA |

| Sezon   | Lider strzelców            | Klub                | Punkty       |
| ------- | -------------------------- | ------------------- | ------------ |
| 1972    | Nikola Plećaš              | Lokomotiw           | 34,5 (2 gry) |
| 1973    | Bob Lienhard               | Forst Cantù         | 27 (2 gry)   |
| 1973-74 | Dražen Dalipagić***        | Partizan            | 23,5 (2 gry) |
| 1974-75 | Jesús Iradier              | FC Barcelona        | 22 (2 gry)   |
| 1975–76 | John Laing                 | Chinamartini Torino | 33 (2 gry)   |
| 1976-77 | Željko Jerkov              | Jugoplastika Split  | 34           |
| 1977-78 | Dražen Dalipagić*** (2)    | Partizan            | 48           |
| 1978-79 | Dragan Kićanović**         | Partizan            | 41           |
| 1979-80 | Lee Johnson                | Arrigoni Rieti      | 28           |
| 1980-81 | Spencer Haywood            | Carrera Wenecja     | 30           |
| 1981-82 | Ed Murphy                  | Limoges             | 35           |
| 1982-83 | Ed Murphy (2)              | Limoges             | 34           |
| 1983-84 | John McCullough            | Orthez              | 29           |
| 1984-85 | Russ Schoene               | Simac Mediolan      | 33           |
| 1985-86 | Leo Rautins                | Virtus Rzym         | 21           |
| 1986-87 | Wallace Bryant             | FC Barcelona        | 16,5 (2 gry) |
| 1987-88 | Dražen Petrović***         | Cibona              | 34 (2 gry)   |
| 1988-89 | Vlade Divac                | Partizan            | 29 (2 gry)   |
| 1989-90 | Darwin Cook i Darren Daye  | Scavolini Pesaro    | 26,5 (2 gry) |
| 1990-91 | Pace Mannion               | Clear Cantù         | 34 (2 gry)   |
| 1991-92 | Darren Daye (2)            | Scavolini Pesaro    | 28,5 (2 gry) |
| 1992-93 | Aleksandar Đorđević        | Philips Mediolan    | 33,5 (2 gry) |
| 1993-94 | Walter Berry               | PAOK Bravo          | 24,5 (2 gry) |
| 1994-95 | Teoman Alibegović          | Alba Berlin         | 27,5 (2 gry) |
| 1995-96 | Petar Naumoski             | Efes Pilsen         | 28,5 (2 gry) |
| 1996-97 | José „Piculín” Ortiz       | Aris                | 22 (2 gry)   |
| 1997-98 | Mike Iuzzolino             | Mash Verona         | 22,5 (2 gry) |
| 1998-99 | Aleksandar Đorđević (2)    | FC Barcelona        | 19 (2 gry)   |
| 1990-00 | Marcus Brown               | Limoges             | 24 (2 gry)   |
| 2000-01 | Danya Abrams               | Unicaja Málaga      | 16,5 (2 gry) |
| 2001-02 | James „Hollywood” Robinson | Lokomotiw Rostow    | 18,5 (2 gry) |

## Najlepsi strzelcy spotkań finałowych
1. Dražen Dalipagić (Partizan) 48 punktów vs. Bosna (finał 1977–78)
2. Dražen Petrović (Cibona) 47 punktów vs. Real Madryt (II mecz finałów 1987–88)
3. Dragan Kićanović (Partizan) 41 punktów vs. Arrigoni Rieti (finał 1978–79)
4. Nikola Plećaš (Lokomotiva) 40 punktów vs. OKK Belgrad (II mecz finałów 1971–72)
5. Aleksandar Đorđević (Philips Mediolan) 38 points vs. Virtus Rzym (II mecz finałów 1992–93)
6. Antonello Riva (Wiwa Vismara Cantù) 36 punktów vs. Partizan (II mecz finałów 1988–89)
7. Pace Mannion (Clear Cantù) 35 punktów vs. Real Madryt (II mecz finałów 1990–91)
8. Ed Murphy (CSP Limoges) 35 punktów vs. Šibenka (finał 1981–82)
9. Ed Murphy (CSP Limoges) 34 punkty vs. Šibenka (finał 1982–83)
10. Željko Jerkov (Jugoplastika Split) 34 punkty vs. Alco Bolonia (finał 1976–77)
11. Dino Rađa (Il Messaggero Rzym) 34 punkty vs. Scavolini Pesaro (I mecz finałów 1991–92)
12. Saša Obradović (Alba Berlin) 34 punkty vs. Stefanel Mediolan (I mecz finałów 1994–95)
13. Teoman Alibegović (Alba Berlin) 34 punkty vs. Stefanel Mediolan (II mecz finałów 1994–95)